# Estación Emilio Lamarca
Emilio Lamarca es una estación de ferrocarril ubicada en las áreas rurales del Partido de Patagones, Provincia de Buenos Aires, Argentina.

## Servicios
Pertenece al ramal del Ferrocarril General Roca entre las estaciones de Bahía Blanca y Carmen de Patagones. Desde principios de 2011 no presta servicios de pasajeros.

## Ubicación
Se encuentra a 176 km al Sur de la ciudad de Bahía Blanca.